# Altruizm odwzajemniony
Altruizm odwzajemniony – polega na dokonywaniu aktów altruizmu w sytuacjach, w których prawdopodobieństwo odwzajemnienia pomocy (przez obiekt) i prawdopodobieństwo potrzeby pomocy w przyszłości jest jak największe.
"Ja pomogę mu teraz, a gdy ja będę potrzebować pomocy, to on pomoże mnie."
Jednostki, które radzą sobie same i nie spodziewają się sytuacji, w której będą potrzebować pomocy, nie będą skłonne do altruizmu.
Tak samo szansa pomocy jednostce egoistycznej, po której nie spodziewamy się odwzajemnienia, też nie będzie wysoka.